# Farsund
Farsund er en by i Agder fylke i Norge. Kommunen grænser til Kvinesdal i nordvest og Lyngdal i sydøst. I syd og vest ligger Nordsøen.
Farsund blev i 1965 slået sammen med de tidligere kommuner Lista, Herad og Spind.
I dag er Farsund som en relativt rolig og beskeden by, men sådan har det ikke altid været. I slutningen af 1700-tallet voksede Farsund op som en handels- og søfartsby som var godt kendt ude i verden. Meget af æren for Farsunds fremgang på den tid var Jochum Brinch Lund, og han regnes da også som Farsunds grundlægger. Lund boede i bygningen som i dag huser Nordea Bank, og de fire træer han havde i haven pryder i dag byvåbnet.
Farsunds vigtigste erhverv er i dag industrivirksomhederne Elkem Aluminium og Alcoa, turisme og jordbrug.

## Personer fra Farsund
- Jochum Brinch Lund († 1807)[2]
- Thomas Fasting († 1841), medlem af Regeringsrådet i 1814, marineminister, hærminister
- Gabriel Lund († 1832), købmand og eidsvollsmand
- Eilert Sundt († 1875)
- James Denoon Reymert († 1889), norskamerikansk redaktør af første norske avis i USA, politiker[3][4]
- Abraham Berge († 1936), politiker, statsminister
- Frederik Macody Lund († 1943), historiker
- Berge Sigval Nathanael Bergesen († 1956), skibsreder
- Olav Selvaag, civilingeniør († 2002)[5]
- Otto Jespersen (1954–), komiker, skuespiller[2]